# Pavol Benkár
Pavel Benkár byl uherský důlní a hutní podnikatel žijící v 18. až 19. století v Jelšavě, kde patřil mezi měšťany a členy městské rady.

## Životopis
Pocházel ze staré hutnické rodiny. Vlastnil doly a důlní pole na Železníku a v Rákoši, kde v roce 1802 založil báňskou společnost na těžbu železné rudy v Rákoši.
Byl členem Železokupeckého spolku Országh a zasloužil se o vznik Rimavské unie (tzv. Železářské unie) v roce 1808. Spolu s Adamem Cziburom, Samuelem Glószom a synem Josefem Benkárom se stal třetím inspektorem unie. Do unie odevzdal tři důlní míry na Železníku a v Rákoši. O založení unie se Pavol Benkár snažil již v roce 1802, kdy se spolu s Evou Cziburovou z Jelšavy a Štefanem Clementisem z Chyžného rozhodli navázat užší spolupráci s majiteli hamrů v regionu, což však nenašlo adekvátní odezvu.
Pavol Benkár měl syna Jozefa (1802–1870), který vystudoval Báňskou akademii v Banské Štiavnici, působil jako montanista (důlní odborník) na Spiši a také se angažoval v hospodářských spolcích na Gemeru.